# Museum Lucas Stokbroo
Het museum van Lucas Stokbroo was een privécollectie die in een pand in het Noord-Hollandse Hoorn opengesteld werd. Het museum werd geopend in 1837 en sloot de deuren na het overlijden van de eigenaar Lucas Stokbroo in 1867. Het gebouw aan de Ramen 1 bestaat nog en is een rijksmonument.

## Geschiedenis
Het pand waar het museum werd gevestigd bestaat al veel langer. Het is lange tijd bezit geweest van de familie Van der Straten. Stokbroo kocht het huis van de laatste Van der Straten, die tevens de oom van zijn vrouw was. Stokbroo en zijn gezin woonden in het pand Nieuwstraat 20. Zijn collectie was alleen op afspraak te bezichtigen. Bekend is dat Willem II in 1842 Hoorn bezocht en daarbij ook de collectie van Stokbroo heeft bekeken. In 1854 liet Stokbroo een deel van zijn collectie antiquiteiten en zeldzaamheden in Amsterdam veilen. De veiling werd in meerdere kranten aangekondigd, bevatte meer dan 2500 kavels en duurde twee dagen. Onder andere pendules, rariteiten, servies van porselein en voorwerpen van ivoor werden verkocht. Het jaar er op werd er opnieuw in Amsterdam een veiling gehouden, nu van onder andere horloges, Japans lakwerk, wapens en porseleinen voorwerpen.
Het museum werd na het overlijden van Stokbroo opgeheven. De collectie werd door een notaris en twee deskundigen op papier gezet. Zij waren hier van 11 maart 1867 tot en met 22 maart dat jaar mee bezig. Uiteindelijk bevatte de boedel 2417 schilderijen, waaronder het schilderij Malle Babbe van Frans Hals. De boedelveiling vond ditmaal in Hoorn plaats. Er werden vier catalogi uitgebracht met elk duizenden kavels. Een van de andere topstukken was een notenhouten pronkkast, in gelegd met schildpad en voorzien van op glas geschilderde mythologische voorstellingen. Deze kast zou door de koning van Denemarken zijn gekocht en aan Admiraal Tromp zijn geschonken. Het kabinet is later aan Wilhelmina geschonken bij haar troonsbestijging. In het museum stonden zeker 26 rariteitenkasten, maar ook kasten met alleen ertsen en mineralen of juwelen en ook een kast met preparaten.
Een aantal van de niet verkochte objecten zijn, vermoedelijk, door de nabestaanden in de beerput in de tuin gegooid. Bij opgravingen in 2019 zijn onder andere glasschijven teruggevonden die gebruikt werden om email van te maken. Al deze schijven kwamen uit Murano en waren van de glasfabriek Al Gesù. Ze waren ook voorzien van stempels met het monogram IHS en de naam van Daniel Miotto. In de put werden ook kleine rariteiten zoals kaurischelpen, zee-egelfossielen, gedroogde bloemen, een gem van carneool en de ribben van een 17e-eeuwse ivoren waaier teruggevonden.